# 黃志達 (1958年)
黃志達（英語：Philip Ng），新加坡地產發展商遠東機構主席，遠東機構創辦人黃廷方幼子，香港信和集團主席黃志祥胞弟。籍貫福建莆田江口鎮。

## 生平
1950年代，黃廷方開始投資新加坡地產，並在1960年代創辦遠東機構，在烏節路地皮投資及發展多個物業，打造烏節路成為新加坡商業中心，有「烏節地王」之稱。1970年代，黃廷方與長子黃志祥開始進軍香港地產，黃志達逐漸掌管遠東機構業務。

## 外部連結
- 黃志達談到父親黃廷方 （页面存档备份，存于）
- 新加坡首富黃廷方辭世　東方神話薪盡火傳[]